# Kampfgeschwader 100
Das Kampfgeschwader 100 war ein Verband der Luftwaffe der Wehrmacht im Zweiten Weltkrieg. Aufgrund seines Wappens wurde es auch Wiking-Geschwader genannt. Als Kampfgeschwader, ausgestattet mit Bombern, erst vom Typ Heinkel He 111, dann mit der Dornier Do 217 und zuletzt mit der Heinkel He 177 führte es Luftangriffe mit Bomben auf zugewiesene Ziele durch. Die II. und die III. Gruppe waren spezialisiert auf die Schiffsbekämpfung auf hoher See und versenkten Schiffe vom Ärmelkanal bis zum Mittelmeer und vom Nordmeer bis zum Schwarzen Meer. Dazu verwendeten sie Bomben und Lufttorpedos.
Das Geschwader beteiligte sich am Norwegenfeldzug, der Luftschlacht um England und dem Deutsch-Sowjetischen Krieg. Ab 1942 kam es gegen die Westalliierten im Mittelmeerraum und im Bereich des Vereinigten Königreichs zum Einsatz. Letzte Teile des Geschwaders wurden am 2. Februar 1945 aufgelöst.

## Aufstellung
Der Ursprung des Geschwaders war die am 26. August 1938 in Fliegerhorst Köthen aufgestellte Luftnachrichten-Abteilung 100, die über die 1. Fliegerkompanie (ausgestattet mit der Junkers Ju 52/3m) und die 2. Fliegerkompanie (Heinkel He 111) verfügte. Diese wurde am 18. November 1939 in Kampfgruppe 100 mit der 1. und 2. Staffel umbenannt. Eine 3. Staffel entstand am 13. Juli 1940. Nachdem am 15. Dezember 1941 ein Geschwaderstab Kampfgeschwader 100 gebildet hatte, wurde diesem die bisherige Kampfgruppe 100 als I. Gruppe unterstellt. Die II. Gruppe war die im Winter 1941/42 umbenannte III. Gruppe des Kampfgeschwaders 26. Als III. Gruppe übernahm das Geschwader im Winter 1941/1942 die Küstenfliegergruppe 126. Eine IV. (Ergänzungs-)Gruppe entstand ebenfalls. Das Geschwader war anfangs mit der Heinkel He 111, später mit der Dornier Do 217 und der Heinkel He 177 ausgestattet. Die Geschwaderkennung war 6N.

## Gliederung
Der Geschwaderstab führte die I. bis IV. Gruppe die wiederum in Staffeln unterteilt waren. Die 1. bis 3. Staffel gehörte der I. Gruppe, die 4. bis 6. Staffel der II. Gruppe, die 7. bis 9. Staffel der III. Gruppe und die 10. bis 12. Staffel der IV. Gruppe an. Jede Staffel, geführt durch einen Staffelkapitän, war in drei Schwärme mit je vier Flugzeugen unterteilt. Daraus ergab sich eine Sollstärke der Bombergruppe von 36 Flugzeugen in den drei Staffeln + ein Flugzeug für den Gruppenkommandeur. Dies ergab bei vier Bombergruppen eine Sollstärke von 148 Flugzeugen, + 4 Flugzeuge für den Geschwaderkommodore und seinen Stab. Daraus ergibt sich eine Sollstärke von 148 Flugzeugen. Die IV. Gruppe war eine Ergänzungsgruppe und nahm in der Regel nicht an Kampfeinsätzen teil. In ihr wurden frisch ausgebildete oder rekonvaleszente Flieger eine Zeitlang an die Frontbedingungen gewöhnt und geschult, bevor sie in eine der drei Einsatzgruppen wechselten. Darum hatte sie meist ihren Standort in der Heimatbasis des jeweiligen Geschwaders.

## Geschichte

### Nordsee 1939/40
Die selbständige Kampfgruppe 100 begann ab dem 6. Dezember 1939 vom Fliegerhorst Köthen (Lage) aus Einsätze gegen britische Schiffe in der Nordsee zu fliegen. Dabei flog sie mit ihren Heinkel He 111H-2 bewaffnete Aufklärung bis zu den Orkney-Inseln und entlang der norwegischen Küste. Die He 111H-2 hatte zwei Junkers Jumo 211-Motoren, die jeweils 1200 PS leisteten und dem Bomber eine Höchstgeschwindigkeit von 330 km/h mit 2500 kg Bomben an Bord ermöglichte. Am 13. Februar 1940 schossen britische Spitfires der 54. Staffel den Gruppenkommandeur Oberstleutnant Joachim Stollbrock mit seiner He 111 (Geschwaderkennung 6N+BB) ab. Dieser befand sich auf einem Flug im Bereich der Themsemündung bei Manston, um das neue Funkleitstrahl-System X-Verfahren zu testen.

### Überfall auf Dänemark und Norwegen
Die Kampfgruppe 100 war mit der 1. bis 3. Staffel, ausgestattet mit der Heinkel He 111 H-2 und H-3, im Rahmen des X. Fliegerkorps, am Überfall auf Dänemark und Norwegen beteiligt. Die Liegeplätze in dieser Zeit wechselten häufig. So war sie nacheinander in Nordholz (Lage), Schleswig (Lage), Jonsvatnetsee (Lage), Aalborg-West (Lage), Trondheim-Vaernes (Lage) und Stavanger Sola (Lage) stationiert. Während des Unternehmens versenkte sie am 4. Mai 1940 den polnischen Zerstörer Grom (Lage), der gerade deutsche Landungstruppen in Narvik mit seiner Artillerie beschoss. Dabei starben 59 polnische Seeleute.
Am 20. Mai musste der Gruppenkommandeur Hauptmann Arthur von Casimir mit seiner He 111H-2 (Geschwaderkennung 6N+NH) auf dem Jonsvatnetsee notlanden. Er und seine Besatzung konnten unverletzt gerettet werden. Das Flugzeug versank im Wasser und wurde im Jahr 2004 wieder gehoben und restauriert. Neun Tage später geriet Hauptmann von Casimir in britische Kriegsgefangenschaft als seine He 111H-3 (Geschwaderkennung 6N+BA) nahe Hamarøy von einer britischen Hawker Hurricane der 46 Squadron abgeschossen wurde.
Am 26. Mai versenkte die Kampfgruppe 100 vor Skånland, unter Verlust von 9 britischen Seeleuten, den britischen Flakkreuzer HMS Curlew (Lage).
Am 31. Mai 1940 verlegte die Kampfgruppe 100 zurück nach Lüneburg und war der 9. Fliegerdivision unterstellt, die zu dieser Zeit ihre Befehle direkt vom Oberkommando der Luftwaffe bekam. Hier erhielt die Gruppe neue He 111H-3, die alle mit dem X-Gerät ausgerüstet waren.

### Luftschlacht um England
Zum 9. August 1940 wechselte die Kampfgruppe 100 in den besetzten Teil Frankreichs, auf den Flugplatz Vannes-Meucon (Lage). Dort war sie der 9. Fliegerdivision der Luftflotte 2 unterstellt.
In der am 13. August beginnenden Luftschlacht um England übernahmen die Besatzungen der Kampfgruppe 100 mit ihren Heinkel He 111H-3 die Aufgabe eines Zielfinders/Zielmarkierers (Pfadfinderaufgaben). Dabei wendete sie das X-Verfahren des deutschen Physikers Johannes Plendl an, mit dem es möglich war, auf 350 km Entfernung ein Quadrat von 300 Metern Breite zu treffen. In dieser Funktion waren sie bei allen großen Luftangriffen auf London, Glasgow, Birmingham, Liverpool, Manchester und anderen beteiligt. Auch beim Luftangriff auf Coventry (Lage) am 14. November 1940 übernahm die Kampfgruppe die Zielfindung/Zielmarkierung für die nachfolgenden Kampfflugzeuge. Insgesamt starben in dieser Nacht in Coventry mindestens 568 Menschen.

### Deutsch-Sowjetischer Krieg
1941
Bei Beginn des Überfalls auf die Sowjetunion am 22. Juni 1941 befand sich die Kampfgruppe 100 noch im besetzten Frankreich und war dem IX. Fliegerkorps der Luftflotte 3 zugeteilt. Erst am 19. Juli wechselte sie zum II. Fliegerkorps der Luftflotte 2 auf den Fliegerhorst Terespol (Lage) und ab 1. August auf den Fliegerhorst Bobruisk (Lage) beide im Mittelabschnitt der Ostfront gelegen.
Für die Luftangriffe auf Moskau übernahm sie wiederum Zielfinder/Zielmarkierungsaufgaben. Der erste Luftangriff auf Moskau erfolgte in der Nacht des 21./22. Juli. Insgesamt 195 Bomber der Kampfgeschwader 2, 3 und 53 machten sich unter der Führung der Kampfgruppe 100 auf den Weg. Nachdem 127 Bomber den Zielraum erreichten, warfen sie 104 Tonnen Spreng- und 46.000 Brandbomben ab.
Bei der am 2. Oktober beginnenden Schlacht um Moskau war sie dem II. Fliegerkorps der Luftflotte 2 unterstellt. Am 13. November verlegte die Kampfgruppe 100 nach Hannover-Langenhagen, um dort aufgefrischt zu werden. Danach wechselte sie am 11. Dezember auf den Fliegerhorst Märkisch-Friedland (Lage), wo sie am 15. Dezember dem Geschwaderstab des Kampfgeschwaders 100 als I. Gruppe unterstellt wurde. Am gleichen Tag wurde die in Seschtschinskaja im Mittelabschnitt der Ostfront stationierte III. Gruppe des Kampfgeschwaders 26 in II. Gruppe des Kampfgeschwaders 100 umbenannt. Dem VIII. Fliegerkorps unterstellt blieb sie bis Februar 1942 in diesem Sektor und unterstützte die Bodentruppen gegen die großangelegte sowjetische Gegenoffensive vor Moskau. Anschließend übergab sie ihre Flugzeuge an die I. Gruppe des Kampfgeschwaders 28 und ging nach Poix, in das deutschbesetzte Frankreich, wo sie neu ausgerüstet wurde.
1942
Die I. Gruppe des Geschwaders erschien am 30. Januar 1942 auf dem Fliegerhorst Saky (Lage) auf der Krim im Süden der Ostfront. Dort war sie erst dem Fliegerführer Süd und ab April dem VIII. Flieger-Korps der Luftflotte 4 unterstellt. Der Geschwaderstab folgte am 21. April ebenfalls nach Saky. Im März verfügte die I. Gruppe über 19 Heinkel He 111H-6. Die Ausführung H-6 hatte zwei Jumo 211 D-Motoren die jeweils 1200 PS leisteten. Damit war eine Höchstgeschwindigkeit von 400 km/h und eine Bombenlast von 2500 kg möglich.
Die ersten Einsätze dienten der Schiffsbekämpfung auf dem Asowschen- und dem Schwarzen Meer, insbesondere der Frachter die die eingeschlossenen sowjetischen Truppen in der Seefestung Sewastopol versorgten und von der Schwarzmeerflotte geschützt wurden. Dabei legte die I. Gruppe auch Minen vor die Häfen von Anapa, Tuapse und Noworossijsk, sowie vor der kaukasischen Schwarzmeerküste und in der Straße von Kertsch. Am 20. Februar versenkte der Staffelkapitän der 1. Staffel, Oberleutnant Hansgeorg Bätcher, den Frachter Kommunist (1900 BRT). Durch sowjetische Luftangriffe auf die Basis Saky verlor die I. Gruppe im Februar/März/April insgesamt 7 Heinkel He 111H-6 am Boden. Am 3. März flog sie einen ersten Luftangriff auf den Hafen von Sewastopol und verstärkte anschließend ihre Luftangriffe auf Schiffsbewegungen im Schwarzen Meer. Dabei wurde am 16. und am 17. März jeweils eine He 111H-6 durch sowjetische Jäger des 27. Jagdflieger-Regiments abgeschossen. Am 2. Juni griff die I. Gruppe, zusammen mit dem Kampfgeschwader 76 und dem Sturzkampfgeschwader 77, die Seefestung Sewastopol an und warfen 570 Tonnen Bomben ab. Damit leitete es die Eroberung von Sewastopol ein, die am 4. Juli abgeschlossen wurde. Während dieser Zeit flog die I. Gruppe 1339 Einsätze gegen Sewastopol und warf über 2000 t Bomben auf die Seefestung.
Am 10. Juni landeten Bomber der 3. Staffel einen direkten Bombentreffer auf dem sowjetischen Passagierschiff Abkhaziya (4727 BRT) das im Hafen von Sewastopol lag. Aufgrund dessen gab es eine Explosion an Bord und das Schiff sank. Sieben Besatzungsmitglieder starben. Bei diesem Luftangriff wurde auch der sowjetische Zerstörer Svobodny (1727 t) in der Südbucht versenkt. Einen weiteren Luftangriff am 2. Juli führte die I. Gruppe auf die sowjetische Hafenstadt Noworossijsk durch. Dabei zerstörte sie den schon beschädigten Flottillenführer Taschkent, versenkte den Zerstörer Bditelny, die Transporter Ukraina (4727 BRT) und Proletari (1123 BRT) und beschädigte den Schulkreuzer Komintern, die Zerstörer Soobrazitelny und Nezamozhnik, die Wachboote Shtorm und Shkval, das Unterseeboot L-24 sowie die Transporter Voroshilov (3908 BRT) und Kursk (5801 BRT).

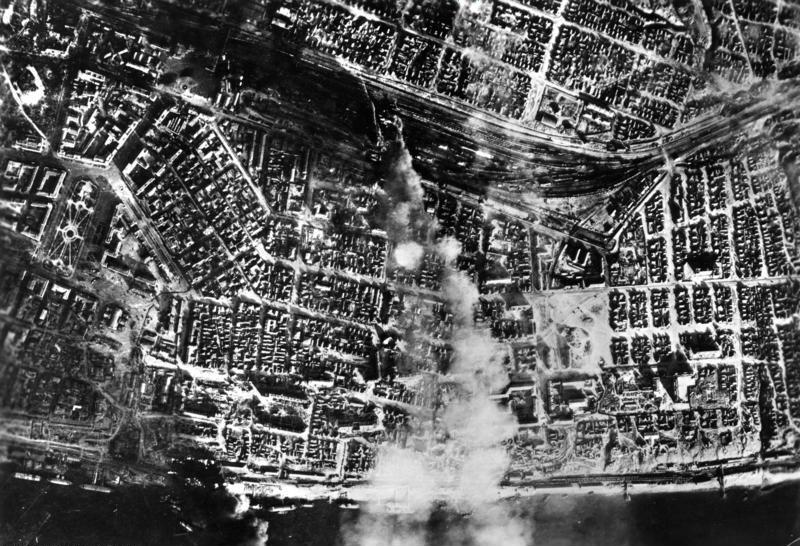
Luftangriff auf die Stalingrader Innenstadt.

Ab Ende August verlegte die I. Gruppe auf den Fliegerhorst Morosovskaja in den Bereich des VIII. Fliegerkorps, um Schiffsbewegungen auf der Wolga bei Stalingrad zu unterbinden. Dazu standen ihr im August 36 He 111H-6 zur Verfügung, die mit Bomben oder Seeminen die Schiffe attackierten. Da die Wolga für die Seeminen zu flach war, wurden nur mit Bombentreffern einige Flussschiffe und ein Schwimmkran versenkt. Aufgrund dessen griff die I. Gruppe nun auch direkt in die Bodenkämpfe zur Eroberung von Stalingrad ein, so am 23. August als zusammen mit den Kampfgeschwadern 27, 51, 55 und 76 das Stalingrader Stadtzentrum bombardiert wurde. Insgesamt flogen bei mehreren Anflügen 1600 Bomber die Innenstadt an und warfen mehr als 1000 Tonnen Bomben ab. Dabei starben 955 Menschen und 1181 wurden verletzt. Am 8. September verlor die I. Gruppe drei Bomber, als sie mit sowjetischen Jägern vom Typ Jakowlew Jak-1 des 520. Jagdflieger-Regiments zusammentraf. Dabei rammte der sowjetische Pilot Boris Gomolko mit seinem Flugzeug einen Bomber, der daraufhin abstürzte. Bis zum 6. Oktober lag der Schwerpunkt auf Luftangriffe auf das Stadtgebiet von Stalingrad. Anschließend verlegte die I. Gruppe wieder nach Saky auf die Krim.
Dort unterstand sie dem IV. Fliegerkorps das die Truppen der Heeresgruppe A beim Vormarsch in den Kaukasus unterstützte. Infolgedessen griff sie vom 6. bis 12. Oktober den Hafen von Tuapse und die Ölindustrie im Raum Grosny an. Ab dem 22. Oktober wechselte sie in die Kaukasusregion auf den Fliegerhorst Armawir (Lage) am Kuban. Am 26. Oktober attackierte sie den Hafen von Astrachan am Kaspischen Meer und versenkte den sowjetischen Lastkahn Amerika (995 BRT) und den Schlepper Udarnik (3110 BRT), auf der der Kapitän und elf Crewmitglieder starben. Bis zum 15. November erfolgten weitere nächtliche Luftangriffe auf Astrachan, bei denen weitere Schiffe versenkt wurden.
Am 25. November musste die I. Gruppe wieder nach Morosovskaja in den Bereich des VIII. Fliegerkorps zurückkehren, da inzwischen die Rote Armee eine erfolgreiche Gegenoffensive eingeleitet und die deutsche 6. Armee nebst rumänischen Truppen in Stalingrad eingeschlossen hatte. Die Versorgung der im Stalingrader Kessel eingeschlossenen Truppen sollte durch Flugzeuge erfolgen. Dazu setzte die Luftwaffenführung nicht nur Transportmaschinen jeglichen Typs ein, sondern auch die Bomber der I. Gruppe. Nachdem am 12. Dezember ein deutscher Gegenangriff startete um die 6. Armee zu befreien, griffen die Bomber der I. Gruppe direkt in die Kampfe ein, indem sie feindliche Stellungen bombardierte oder Panzerbereitstellungen attackierte.
1943
Am 26. Januar 1943 flog die I. Gruppe letztmals Versorgungsgüter in den Stalingrader Kessel. Am Folgetag verlegte sie erneut nach Saky auf die Krim. Nachdem sie dort einen Monat ohne größere Einsätze gelegen hatte, übergab sie ihre restlichen Heinkel He 111H-6 an das Kampfgeschwader 55 und ging auf den Fliegerhorst Lemberg (Lage) im damaligen Generalgouvernement. Dort blieb sie bis zum 2. April und rüstete während dieser Zeit auf die modernere He 111H-16 um. Im Vergleich zur H-6 hatte diese ungefähr 300 PS (jetzt 2700 PS) mehr Startleistung und damit eine um 36 km/h (jetzt 436 km/h) höhere Maximalgeschwindigkeit bei einer um 500 kg (jetzt 3000 kg) verbesserten Bombenzuladung. Außerdem erhielten alle Bomber das neue Bombenzielgerät Lotfernrohr 7.
Am 27. April verlegte die I. Gruppe mit 30 He 111H-16 und 8 Heinkel He 111H-11 auf den Fliegerhorst Stalino im Süden der Ostfront. Dort war sie dem IV. Fliegerkorps der Luftflotte 4 zugeteilt. Von dort aus flog sie bis zum 13. Mai Minenunternehmungen und Schiffsbekämpfungseinsätze im Bereich der Wolgamündung bei Astrachan.

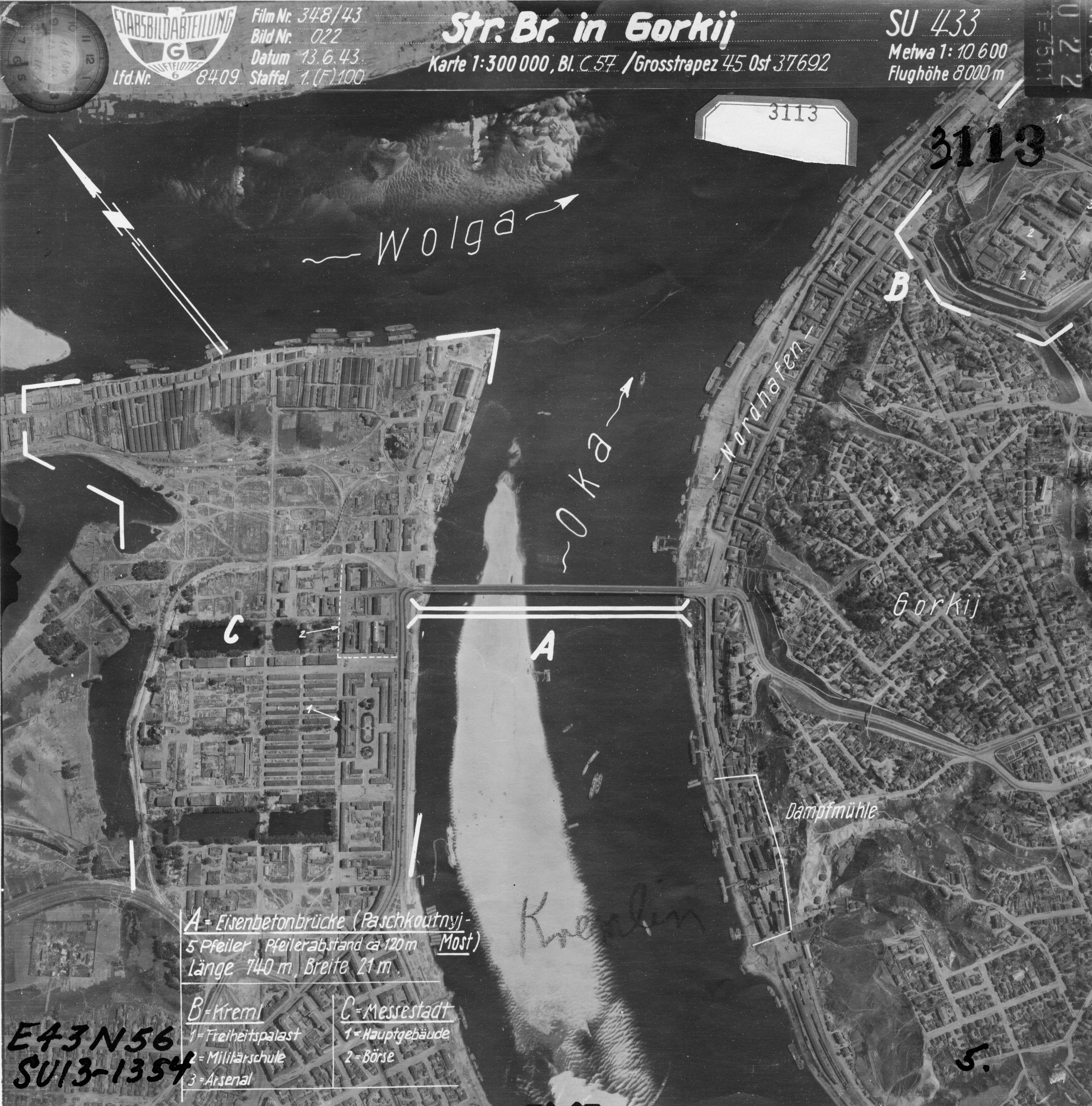
Luftaufnahme von Gorki mit Angabe von Bombenzielen

Vom 5. bis 22. Juni nahm die I. Gruppe an den Luftangriffen auf Gorki und Jaroslawl teil. In Nachtangriffen, zusammen mit anderen Kampfgeschwadern, sollten das Panzerwagenwerk „Molotow“ und das Kunstkautschukwerk Jaroslawl angegriffen werden. Dabei kamen in Gorki 282 Menschen ums Leben, 527 wurden verletzt und 52 Gebäude zerstört. Allerdings wurden im getroffenen Ziel nur leichte Panzer T-70 produziert, sodass die T-34-Produktion nicht wie geplant beeinträchtigt wurde. In Jaroslawl wurden über 120 Menschen getötet, rund 150 weitere verletzt und über 200 Gebäude (darunter einige Werkshallen des Kautschukwerkes) vollständig zerstört.
In der Nacht des 19./20. Juni griff der Gruppenkommandeur der I. Gruppe, Major Paul Claas, mit seiner Heinkel He 111H-11 (Geschwaderkennung 6N+MH) im Kaspischen Meer nahe Astrachan Schiffe an. Anschließend blieb er mit seiner Besatzung vermisst.
Am 4. Juli verlegte die I. Gruppe auf den Fliegerhorst Poltawa (Lage), um von hier aus am Unternehmen Zitadelle teilzunehmen. Dazu war sie unter der Luftflotte 4 dem VIII. Fliegerkorps zugeteilt, das die 4. Panzerarmee bei ihrem Angriff in Richtung Kursk unterstützte. Mit 21 He 111H-16, 12 He 111-H-11, 4 He 111H-6 und 1 He 111H-14, die Anfang Juli zur Verfügung standen, griff es Infanterie- und Artilleriestellungen sowie Panzerbereitstellungen an. Nach dem Scheitern der Offensive verlegte sie am 17. Juli zurück nach Stalino. Anschließend flog sie Unterstützungseinsätze am Mius, wo sich eine neue sowjetische Offensive anbahnte. Bis zum 21. Oktober blieb die I. Gruppe im Süden der Ostfront und stemmte sich gegen die sowjetischen Truppen, welche in diesem Zeitraum zum Dnjepr vorstießen. Dann verließ sie die Ostfront zum Fliegerhorst Lechfeld, wo sie auf den viermotorigen Bomber He 177 umschulte.

### Luftangriffe auf England 1942 und 1943
Die im Februar 1942 von der Ostfront zurückkehrende II. Gruppe erhielt auf dem Fliegerhorst Poix (Lage) neue Bomber vom Typ Heinkel He 111H-5 und H-6 zugeteilt. Unter dem Kommando der Luftflotte 3 nahm sie am 8. März mit einigen Bombern an einem Nachtangriff auf Hull teil. Am 21. April wechselte sie dann nach Griechenland.
Im August 1943 verlegte die II. Gruppe mit ihren Dornier Do 217 nach Nordfrankreich um den feindlichen Schiffsverkehr im Ärmelkanal und der Biskaya anzugreifen. Dabei setzte sie erstmals die Gleitbombe Henschel Hs 293 ein. Am 28. August attackierten sie mit 18 Do 217 in der Biskaya die britische 1st Support Group mit den Sloops Pelican und Egret den Fregatten Jed, Rother, Spey und Evenlode und den Zerstörern Athabaskan und Grenville an, und versenkte die Egret (Lage) mit einer Gleitbombe. Sie versuchte noch den anfliegenden Flugkörpern auszuweichen, wurde jedoch von einer Hs 293 im Bereich des hinteren Munitionsraums getroffen und förmlich zerrissen. An Bord starben 198 Mann, darunter vier RAF-Spezialisten des Y-Dienstes, die mit ihren Geräten die Kommunikation der deutschen Flugzeuge untereinander aufzeichnen sollten. Die Egret war das erste Schiff das mit der funkferngesteuerten Gleitbombe Henschel Hs 293 versenkt wurde.
Am 19. November 1943 führte die II. Gruppe vom Fliegerhorst Leck aus einen Luftangriff auf die britische Flottenbasis der Home Fleet in Scapa Flow durch, der aber nichts einbrachte. Anschließend kehrte sie nach Südfrankreich, auf den Fliegerhorst Toulouse-Blagnac (Lage) zurück.

### Mittelmeerraum 1942 bis 1944
1942
Dort nahm die II. Gruppe den Fliegerhorst Athen-Kalamaki (Lage) ein und begann mit 17 vorhandenen Heinkel He 111H-6 im Afrikafeldzug zu intervenieren. Sie war dem X. Fliegerkorps der Luftflotte 2 zugeteilt und flog am 28. April einen Nachtangriff gegen den Hafen von Alexandria in Ägypten. Auch attackierte sie zu dieser Zeit alliierte Schiffe im Levantischen- und im Libyschen Meer. Im Mai bombardierte sie die alliierten Militärflugplätze in El Daba, Fuka und Sollum und unterstützte den Vormarsch der Panzerarmee Afrika der in die Eroberung von Tobruk mündete. Am 9. Juni nahm die II. Gruppe die Bahnstrecke von Sidi Barrani nach Marsa Matruh. Anschließend griff sie im Juni britische Flugplätze und Stellungen in Ägypten an. In der Zeit vom 8. zum 10. Juli verminte sie den Suezkanal und vom 27. zum 31. Juli bombardierte sie Öltanks im Bereich des Suez. Weiterhin unterstützte sie im Juli und August die Bodentruppen in Ägypten in der Ersten Schlacht von El Alamein.
Am 20. September formierte sich in Athen-Kalamaki aus der ehemaligen Seeaufklärungsgruppe 126 die III. Gruppe des Kampfgeschwaders 100. Diese war anfangs mit 12 Heinkel He 111H-6 und 18 Arado Ar 196A ausgestattet. Die Ar 196A wurden bis Ende November an andere Verbände abgegeben. Die III. Gruppe eskortierte bis Ende des Jahres deutsche Schiffsgeleitzüge in der Ägäis.

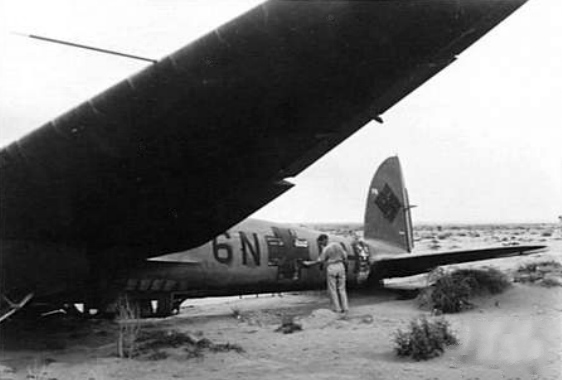
Bei Fuka in Ägypten abgeschossene He 111H des Kampfgeschwaders 100

Ende September verlegte dann ein Teil der II. Gruppe auf den Fliegerhorst Catania (Lage) auf Sizilien in Italien, um an der Belagerung von Malta mitzuwirken. Dazu bombardiert sie am 15. Oktober den von der Royal Air Force genutzten Flugplatz Luqa auf Malta. Dabei schossen britische Beaufighters die He 111H-6 (Geschwaderkennung 6N+EH) des Gruppenkommandeurs Major Horst Röbling ab, der dabei zu Tode kam. Ab dem 23. Oktober kam die II. Gruppe in der Zweiten Schlacht von El Alamein zum Einsatz.
Als am 8. November alliierte Truppen im Rahmen des Unternehmens Torch in Marokko und Algerien landeteten intervenierte die II. Gruppe mit ihren auf Sizilien stationierten Teilen. In der Nacht des 10./11. November erfolgte ein Luftangriff auf den Hafen von Algier. Weiterhin attackierten in den folgenden Tagen die Bomber alliierte Schiffe und Geleitzüge an der nordafrikanischen Küste des Mittelmeeres. Am 28. November bombardierten sie den von der United States Army Air Forces genutzten Flugplatz in Blida. Weitere Nachtangriffe am 4./5. und 5./6. Dezember galten der tunesischen Hafenstadt Bône, bevor Ende des Monats Flugplätze im Raum Bengasi bombardiert wurden.
1943
Anfang des Jahres 1943 lagen die II. und die III. Gruppe des Geschwaders in Athen-Kalamaki in Griechenland und waren dem X. Fliegerkorps der Luftflotte 2 unterstellt. Die II. Gruppe verfügte über 6 He 111H-6, 7 He 111H-11 und 9 He 111H-14, während die III. Gruppe 14 He 111H-14 in ihren Reihen hatte.
Im März bekämpfte die II. Gruppe alliierte Schiffkonvois im Mittelmeer vor den Küsten von Tripolis und Bengasi. Einige Staffeln nahmen am Unternehmen Weiß teil, bei dem Truppen der im Untergrund agierenden jugoslawischen Volksbefreiungsarmee auf dem Balkan bekämpft wurden.
Die III. Gruppe gab Ende Februar ihre noch vorhandenen Flugzeuge an andere Einheiten ab und verlegte nach Schwäbisch Hall (Lage). Dort erhielt sie ihre neuen Bomber vom Typ Dornier Do 217K-2. Die K-2 verfügte über zwei BMW 801L Triebwerke die je 1560 PS Startleistung erbrachten. Im Vergleich zur bisher verwendeten He 111H waren das 520 PS mehr Leistung die eine um etwa 80 km/h höhere Geschwindigkeit ermöglichte bei einer vergleichbaren Bombenlast. Die Ausstattung und die Schulung der Besatzungen zog sich bis in den Juli hin. Im April wechselte auch der Geschwaderstab und die II. Gruppe nach Deutschland um auf den neuen Bomber umzurüsten. Auf dem Fliegerhorst Garz (Lage) kamen ab Ende April '43 Do 217E-5 für die II. Gruppe an. Intensiv übten die Besatzungen über der Ostsee auch die Handhabung mit der Fritz X, einer ferngelenkten Fallbombe, die besonders geeignet zur Schiffsbekämpfung war.
Anschließend verlegten die II. und die III. Gruppe im Juli nach Istres (Lage) in Südfrankreich und bekämpften von dort den alliierten Schiffsverkehr im Mittelmeer. Sie waren der 2. Fliegerdivision innerhalb der Luftflotte 3 zugeteilt. Die II. Gruppe verfügte über 41 Dornier Do 217E-5, während der III. Gruppe 38 Do 217K-2 unterstanden.
Die III. Gruppe flog am 21. Juli einen ersten Luftangriff mit den Fritz X Bomben auf den Hafen von Augusta in Sizilien. Weitere Einsätze folgten in den nächsten Tagen auf den Hafen von Palermo und auf Syrakus.

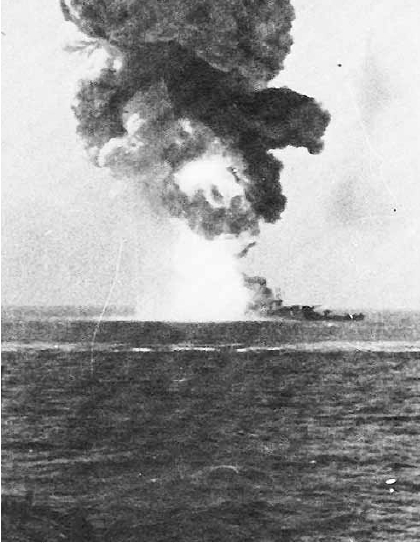
Die Roma nach Bombentreffer

Nach der italienischen Kapitulation am 9. September sollte sich als Teil der Waffenstillstandsbedingungen die italienische Flotte gegenüber den Westalliierten in Malta ergeben. In der Nacht vom 8. auf den 9. September verließen die Schlachtschiffe Roma, Vittorio Veneto und Italia (ehemals Littorio) zusammen mit drei Leichten Kreuzern und acht Zerstörern den Hafen von La Spezia. Da deutsche Nachrichtendienste frühzeitig davon erfahren hatten, erwartete die III. Gruppe seit dem 7. September das Auslaufen der Schiffe. Aufgrund dessen wurden diese am 9. September gegen 15:30 Uhr bei Capo Testa an der Küste Sardiniens frühzeitig entdeckt und von 15 Dornier Do 217K-2, unter Führung von Oberstleutnant Bernhard Jope mit Fritz X Gleitbomben angegriffen. Konventionelle Bomben wurden normalerweise in einem Winkel von 80° fast direkt über dem Ziel abgeworfen, der Abwurf der Fritz X erfolgte jedoch in einem Winkel von 60° weit vor dem Ziel, danach flog die Bombe auf das Ziel zu. Da diese neue Waffenart den Italienern vollkommen unbekannt war, deuteten sie den „zu frühen“ Abwurf der Bomben dahingehend, dass die Deutschen sie nicht tatsächlich angreifen, sondern ihnen einen Schuss vor den Bug setzen wollten. Erst kurz vor dem Einschlag der Bomben erkannten sie, dass es sich um einen echten Angriff handelte. Innerhalb von fünf Minuten wurde die Roma zweimal getroffen. Die erste Bombe schlug auf der Steuerbordseite ein und durchschlug den gesamten Rumpf, ohne zu explodieren. Dieser Treffer führte zu Wassereinbrüchen und reduzierte die Geschwindigkeit auf zehn Knoten. Um 15:50 Uhr schlug die zweite Bombe zwischen dem Kommandoturm und dem zweiten vorderen Hauptgeschützturm (Turm Nr. 2) ein. Durch den Treffer explodierte das vordere Hauptmagazin, die Wucht der Explosion war so stark, dass der 1500 t schwere Turm Nr. 2 weggesprengt wurde. Kurz darauf kenterte die Roma (Lage), zerbrach in zwei Teile und versank. Von der Besatzung überlebten 596 Mann (laut italienischem Marinebericht von 2012 waren es 622). 1393 Besatzungsmitglieder, darunter Admiral Bergamini, gingen mit dem Schiff unter.
Die Italia erhielt einen Treffer kurz vor dem Turm „A“, was zum Eindringen von 800 Tonnen Wasser führte. Sie konnte sich jedoch nach Malta retten.

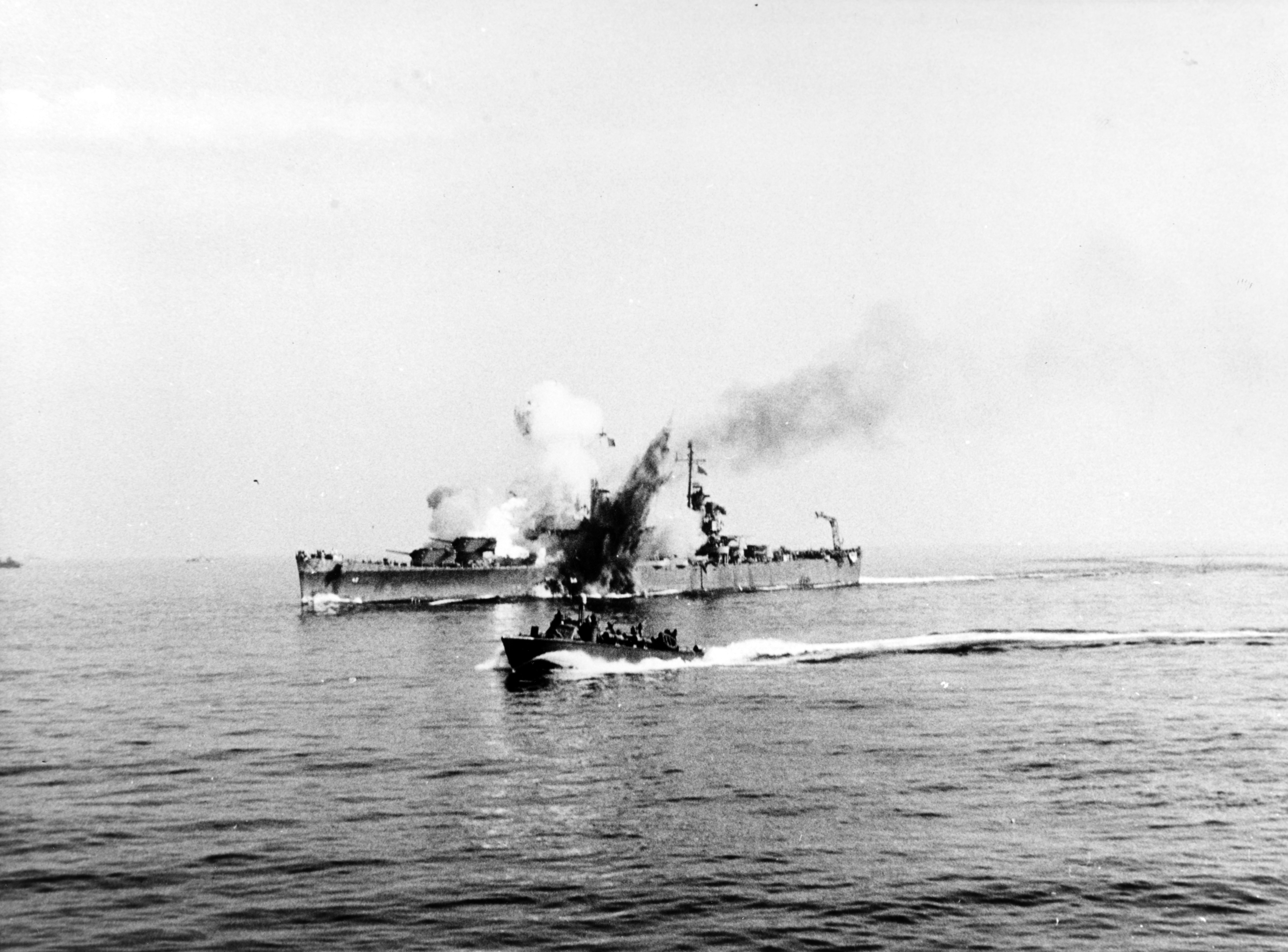
Die Savannah nach Bombentreffer

Vom 11. bis 19. September, nach der alliierten Invasion in Italien, griffen die II. und die III. Gruppe in der Bucht von Salerno in einer Serie von Luftangriffen alliierte Kriegsschiffe an. Dabei traf am 11. September eine einzelne Fritz X Gleitbombe den Hauptartillerieturm C des US-Kreuzers Savannah. Die 1560-Kilogramm-Bombe durchschlug die Turmdecke sowie drei darunter liegende Decks und explodierte tief im Schiffsinneren, nahe der Munitionskammer. Die Wucht der Explosion riss den Rumpf auf der Backbordseite und nahe dem Kiel auf, ließ das Bordstromnetz zusammenbrechen und löschte sämtliche Kesselfeuer, so dass der Kreuzer nach wenigen Minuten bewegungsunfähig im Wasser lag. Durch die Löcher im Rumpf drang rasch Wasser ein und flutete den Rumpf auf einer Länge von 46 Metern. Die gesamte Besatzung des zerstörten Turms C sowie rund 120 Seeleute in den angrenzenden Räumen kamen bei dem Angriff ums Leben. Insgesamt forderte der Bombentreffer 197 Tote und 15 Verwundete. Am 13. September durchschlug eine Fritz X den Schiffsrumpf steuerbords am Heck des britischen Kreuzers Uganda. Die Bombe durchschlug sieben Decks und den Rumpf, bevor sie explodierte und 16 Besatzungsmitglieder tötete und sieben weitere verwundete. Dazu kam am selben Tag ein Treffer auf der als britisches Lazarettschiff genutzten Newfoundland (Lage) dazu, die daraufhin Feuer fing und unter Verlust von 21 Toten selbstversenkt werden musste. Später am Nachmittag wurden die britischen Zerstörer Nubian und Loyal durch Nahtreffer beschädigt. Am 14. und 15. September versenken die II. und die III. Gruppe in gemeinsamen Luftangriffen die US-Frachter Bushrod Washington und James W. Marshall, bevor sie am 16. September das britische Schlachtschiff Warspite attackierten. Sie ließen aus einer Höhe von 6000 Metern drei Fritz X Gleitbomben auf das Schiff fallen. Eine der Bomben traf die Warspite und explodierte, nachdem sie mehrere Decks durchschlagen hatte, im Reservetank unter dem Kesselraum Nr. 4. Die beiden anderen verfehlten das Schiff an Steuerbord nur knapp. Am 30. September versenkte die II. Gruppe im Hafen von Ajaccio auf Korsika zwei alliierte Landungsboote.
Währenddessen wechselte die 5. Staffel nach Athen-Kalamakis und beteiligte sich daran, die im Zuge der italienischen Kapitulation durch die Briten eroberten italienischen Ägäisinseln im Dodekanes-Feldzug wieder zurückzuerobern. Dabei traf sie am 11. November in der Ägäis den britischen Zerstörer Rockwood (Lage) mit einer funkferngesteuerten Gleitbombe Henschel Hs 293 und beschädigte ihn, so dass er abgewrackt werden musste. Zwei Tage später traf es den britischen Zerstörer Dulverton (Lage) im gleichen Seegebiet, der ebenfalls mit der Hs293 getroffen wurde und unter Verlust von 78 der 198 Crewmitglieder sank.
Während des Oktobers griff die II. Gruppe immer wieder alliierte KMS-Geleitzüge an, die dicht an der nordafrikanischen Küste entlangfuhren. Dabei fiel der Gruppenkommandeur der II. Gruppe, Hauptmann Heinz Molinnus, als er am 4. Oktober nach einem Nachtangriff bei Oran mit seiner Do 217E-5 (Geschwaderkennung 6N+CC) zur Landung in Istres ansetzte und abstürzte.
Die II. und die III. Gruppe verlegten am 19. November zurück nach Deutschland. Während die II. Gruppe am 9. Dezember in den Mittelmeerraum zurückkehrte, blieb die III. Gruppe bis Mitte Februar und erhielt teilweise neue Bombertypen zugeteilt.
1944
Die II. Gruppe lag Anfang des Jahres in Südfrankreich auf dem Fliegerhorst Toulouse-Blagnac. Sie war mit 35 vorhandenen Dornier Do 217E-5 der 2. Fliegerdivision der Luftflotte 3 zugeteilt. Sie übernahm in diesem Monat für die 4. Staffel 12 Heinkel He 177A-5. Dabei handelte es sich um einen viermotorigen Bomber dessen zwei gekoppelte Motoren pro Tragflächenseite, über ein Getriebe eine gemeinsame Propellerwelle antrieben. Insgesamt verfügte die Maschine über 5900 PS die ihr eine Höchstgeschwindigkeit von 488 km/h und eine Bombenlast von bis zu 7300 kg verlieh. Die III. Gruppe nahm vom Fliegerhorst Toulouse-Francazal (Lage) aus den Luftkrieg gegen die Westalliierten auf. Auch sie hatte für eine Staffel die He 177A erhalten.
Am 10. Januar 1944 versenkte die II. Gruppe vor Oran den Frachter Ocean Hunter (Lage) (7178 BRT) und torpedierten die Daniel Webster (7176 BRT). Nach der Landung der Alliierten bei Anzio und Nettuno war der Landungsraum in den folgenden Tagen der Schwerpunkt der II. und III. Gruppe. So wurde am 23. Januar in diesem Einsatzraum der britische Zerstörer Janus (Lage) unter dem Verlust von 128 Seeleuten zerstört. Bei einem weiteren nächtlichen Luftangriff am 29. Januar versenkte die III. Gruppe zusammen mit der I. Gruppe des Lehrgeschwaders 1 mit Gleitbomben vom Typ Hs 293 den britischen Leichten Kreuzer Spartan (Lage) und den Transporter Samuel Huntington.  Anschließend, am 15. Februar wurde dann noch der britische Zerstörer Inglefield (Lage) im gleichen Seegebiet getroffen. Dieser sank unter dem Verlust von 35 der 192 Besatzungsangehörigen.
Am 9. März verlegte die II. Gruppe nach Aalborg in Dänemark auf den Fliegerhorst Aalborg/West (Lage) und verließ damit den Mittelmeerraum.
Ab Ende April flog die III. Gruppe keine Luftangriffe im Mittelmeerraum, sondern konzentrierte sich von Toulouse aus, auf den Bereich des Ärmelkanals im Norden Frankreichs.

### Westfront 1944
Am 21. Januar bezog die I. Gruppe den Fliegerhorst Châteaudun (Lage) im besetzten Frankreich. Sie war dem IX. Fliegerkorps der Luftflotte 3 zugeteilt und nahm am Unternehmen Steinbock teil. Sie schulte zuvor in Lechfeld auf den neuen Bomber vom Typ Heinkel He 177 und ging nun mit 31 vorhandenen He 177A-3 in den Einsatz.

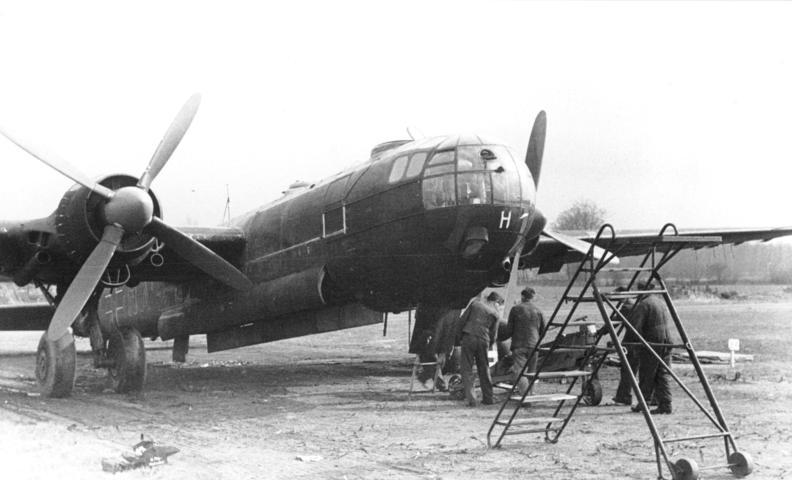
Beladen einer Heinkel He 177 der 2. Staffel mit Bomben

In der Nacht vom 21. zum 22. Januar war die I. Gruppe Teil der 447 Bomber umfassenden Angriffsgruppe die London angriff. Dabei verlor die 3. Staffel eine He 177 die bei Dieppe abstürzte. In der weiteren Folge nahm die I. Gruppe an weiteren nächtlichen Luftangriffen auf London am 29./30. Januar, am 3./4. und 12./13., 18./19., 20./21., 22./23., 23./24., 24./25. und 28. Februar/1. März und am 1./2., 2./3. und 14./15. März teil. Am 19./20. März erfolgte eine Attacke auf Hull, bevor London am 21./22. und 24./25. März erneut angegriffen wurde. Ende März verfügte sie noch über 11 einsatzbereite, von 21 vorhandenen He 177A-3. Nach dem nächtlichen Luftangriff auf Bristol am 27./28. März griffen am Folgetag 191 Boeing B-17 Bomber der 8. US-Luftflotte den Fliegerhorst Châteaudun an und zerstörten sechs He 177 der I. Gruppe am Boden. Da auch die Start- und Landebahn beschädigt wurde, flog sie bis zum 20. April keine weiteren Luftangriffe. Erst am 20./21. April erfolgte ein Luftangriff auf Hull, am 23./24. April auf Bristol, am 25./26. April auf Plymouth und am 26./27., 27./28., 28./29., 29./30. April auf Portsmouth. Bei den Luftangriffen auf den Hafen von Portsmouth kamen auch Fritz X Bomben zum Einsatz. Am 1. Mai verlegte die I. Gruppe auf den Fliegerhorst Faßberg in den Bereich der Luftflotte Reich. Damit endete ihr Einsatz gegen die Westalliierten. Insgesamt 35 Bomber vom Typ Heinkel He 177A-3 gingen von Januar bis Ende April als Totalverlust verloren, davon 20 durch Feindeinwirkung und 15 ohne Feindeinwirkung. Ende Mai wurde die I. Gruppe in die III. Gruppe des Kampfgeschwaders 1 umbenannt und verließ den Geschwadeverband.
Ab Ende April konzentrierte sich die III. Gruppe von ihrer Basis in Toulouse-Francazal aus, auf Luftangriffe gegen englische Hafenstädte um die alliierten Ivasionsvorbereitungen zu stören. So griff sie wiederholt mit Fritz X Lenkbomben den Hafen von Portsmouth im Ärmelkanal an.
Ab Juni 1944, nach der alliierten Landung in der Normandie, griff sie die Landungstruppen an. Dabei versenkten sie am 8. Juni die britische Fregatte Lawford im Ärmelkanal vor der Normandieküste. (Lage) Dabei kamen 37 Besatzungsangehörige ums Leben. Fünf Tage später attackierten Bomber der III. Gruppe im gleichen Seegebiet den britischen Zerstörer Boadicea (Lage) mit zwei Lufttorpedos. Einer der beiden Torpedos traf das vordere Magazin, das daraufhin explodierte. Das Schiff sank binnen kurzer Zeit mit erheblichen Verlusten unter der Besatzung. Von den 186 Männern an Bord konnten nur zwölf gerettet werden. Weitere nächtliche Luftangriffe am 14./15. Juni dienten der Unterstützung der Bodentruppen in der Schlacht um Cherbourg. Der Juli war geprägt von nächtlichen Luftangriffen auf Schiffe im Ärmelkanal und in der Mündung der Orne und Seine. Dabei verlor die III. Gruppe insgesamt 15 Dornier Do 217, davon 12 durch Feindeinwirkung. Ende Juli begann sie mit Fritz-X- und Henschel-Hs-293-Lenkbomben Landziele im Hinterland des von den Alliierten befreiten Gebiete zu attackieren. Insbesondere Brücken in Avranches (2./3. August), in Pontaubault (3./4., 4./5. August), in Pontorson (5./6. August) angegriffen.
Ab 15. August bombardierte die III. Gruppe die alliierten Landungstruppen und -schiffe die im Rahmen der Operation Dragoon in Südfrankreich landeten. Am 19. August zog sich die III. Gruppe auf den Fliegerhorst Garz (Lage) zurück. Sie hatte seit dem 6. Juni 36 Besatzungen verloren, davon 12 in der ersten Augustwoche.
Der Geschwaderstab wurde am 20. August in Toulouse aufgelöst. Die Auflösung der III. Gruppe folgte am 7. September in Garz.

### Dänemark 1944
Die II. Gruppe erhielt in Aalborg weitere Heinkel He 177 und gab dafür alle noch vorhandenen Dornier Do 217 ab. Ab Mai 1944 verfügte sie immer zwischen 30 und 40 He 177A-5. Aufgrund des Mangels an Flugbenzin verlief die Schulung auf den neuen Bomber äußerst schleppend. Der Gruppenkommandeur der II. Gruppe, Hauptmann Heinz-Emil Middermann stürzte am 16. April mit seiner Do 217E-5 (Geschwaderkennung 6N+AC) nach einem Triebwerksbrand ab und verstarb. Sein Nachfolger, Major Bodo Mayerhofer stürzte am 14. Mai mit seiner He 177A-5 (Geschwaderkennung 6N+BC) bei einem Startunfall nahe Faßberg ab.
Die II. Gruppe löste sich am 2. Februar 1945 in Aalborg auf.

## Kommandeure

### Geschwaderkommodore
| Dienstgrad     | Name               | Zeit                                   |
| -------------- | ------------------ | -------------------------------------- |
| Oberstleutnant | Heinz von Holleben | 29. November 1941 bis 22. April 1943   |
| Major          | Fritz Auffhammer   | 4. Mai 1943 bis 10. September 1943     |
| Oberstleutnant | Bernhard Jope      | 10. September 1943 bis 20. August 1944 |

### Gruppenkommandeure
Kampfgruppe 100
- Major Heinrich Pusch, 18. Dezember 1939 bis 22. November 1939[55]
- Oberstleutnant Joachim Stollbrock, 22. November 1939 bis 13. Februar 1940 †[56]
- Hauptmann Artur von Casimir, 16. Februar 1940 bis 29. Mai 1940[57]
- Hauptmann Konrad Aschenbrenner, 14. Juni 1940 bis 11. Juli 1941[58]
- Major Helmut Küster, 11. Juli 1941 bis 15. Dezember 1941[59]

I. Gruppe
- Major Helmut Küster, 11. Juli 1941 bis 3. März 1942[60]
- Major Werner Hoffmann, 4. März 1942 bis 28. September 1942[61]
- Major Paul Claas, Oktober 1942 bis 20. Juni 1943[62]
- Major Hansgeorg Bätcher, 28. Juli 1943 bis 21. Oktober 1943[63]
- Hauptmann Hans-Gotthelf von Kalckreuth, 21. Oktober 1943 bis Mai 1944[64]
- Oberleutnant Kurt Maier, ? bis ?[65]

II. Gruppe
- Major Horst Röbling, 15. Dezember 1941 bis 15. Oktober 1942 †[66]
- Major Hermann Diekötter, 15. Oktober 1942 bis 30. Oktober 1942[67]
- Major Fritz Auffhammer, 30. Oktober 1942 bis 4. Mai 1943[68]
- Major Franz Hollweck, 7. Mai 1943 bis 10. September 1943[69]
- Hauptmann Heinz Molinnus, 10. September 1943 bis 4. Oktober 1943 †[70]
- Hauptmann Heinz-Emil Middermann, 4. Oktober 1943 bis 16. Februar 1944 †[71]
- Major Bodo Meyerhofer, 5. Mai 1944 bis 14. Mai 1944 †[72]
- Hauptmann Hans Molly, 11. Juni 1944 bis 2. Februar 1945[73]

III. Gruppe
- Major Hans Schulz, 20. September 1942 bis 31. Januar 1943[74]
- Oberstleutnant Hermann Busch, 31. Januar 1943 bis Februar 1943[75]
- Hauptmann Ernst Hetzel, 4. Mai 1943 bis 28. Juli 1943[76]
- Hauptmann Bernhard Jope, 28. Juli 1943 bis 10. September 1943[77]
- Hauptmann Gerhard Döhler, 10. September 1943 bis Dezember 1943[78]
- Hauptmann Herbert Pfeffer, Dezember 1943 bis 30. April 1944[79]
- Hauptmann Wolfgang Vorpahl, 12. Juni 1944 bis August 1944[80]
- Hauptmann Heinrich Schmetz, August 1944 bis 7. September 1944[81]

IV. Gruppe
- Hauptmann Enno Russell, 24. August 1940 bis 14. Februar 1942[82]
- Major Paul Claas, 15. Februar 1942 bis Oktober 1942[83]
- Major Eduard Zimmer, Oktober 1942 bis 11. Juni 1943[84]
- Hauptmann Bernhard Jope, 17. Juni 1943 bis 27. Juli 1943[85]
- Hauptmann Gerhard Döhler, 28. Juli 1943 bis 9. September 1943[86]
- Hauptmann Willi Silbersiepe, 10. September 1943 bis 30. August 1944[87]

## Auszeichnungen
Bekannte Träger des Ritterkreuz des Eisernen Kreuzes oder höherer Stufen des Kampfgeschwaders 100.
| Name               | Dienstgrad    | Einheit     | Ritterkreuz   | Eichenlaub    |
| ------------------ | ------------- | ----------- | ------------- | ------------- |
| Bätcher, Hansgeorg | Hauptmann     | 1./KG 100   | 21. Dez. 1942 |               |
| Brandenburg, Max   | Feldwebel     | 5./KG 100   | 11. Juni 1944 |               |
| Claas, Paul        | Major         | I./KG 100   | 14. März 1943 |               |
| Hetzel, Ernst      | Hauptmann     | Stab/KG 100 | 20. Apr. 1945 |               |
| Hormann, Hans      | Oberfeldwebel | 1./KG 100   | 5. Dez. 1943  |               |
| Jeckstat, Erich    | Feldwebel     | 1./KG 100   | 14. März 1943 |               |
| Jope, Bernhard     | Major         | Stab/KG 100 | 30. Dez. 1940 | 24. März 1944 |
| Klein, Herbert     | Oberleutnant  | 3./KG 100   | 29. Feb. 1944 |               |
| Kuntz, Herbert     | Leutnant      | 3./KG 100   | 14. März 1943 |               |
| Schmetz, Heinrich  | Hauptmann     | III./KG 100 | 29. Okt. 1944 |               |

## Bekannte Geschwaderangehörige
- Hermann Busch (1902–1976), war von 1958 bis 1961, als Brigadegeneral der Luftwaffe der Bundeswehr, erster Amtschef des Luftwaffenamtes
- Roderich Cescotti (1919–2015), war ein deutscher Generalmajor der Luftwaffe der Bundeswehr und Buchautor
- Kurt John (1923–1988) war von 1955 bis 1970 für die Demokratische Partei Saar (DPS) Mitglied des Landtages des Saarlandes